# HD 142527

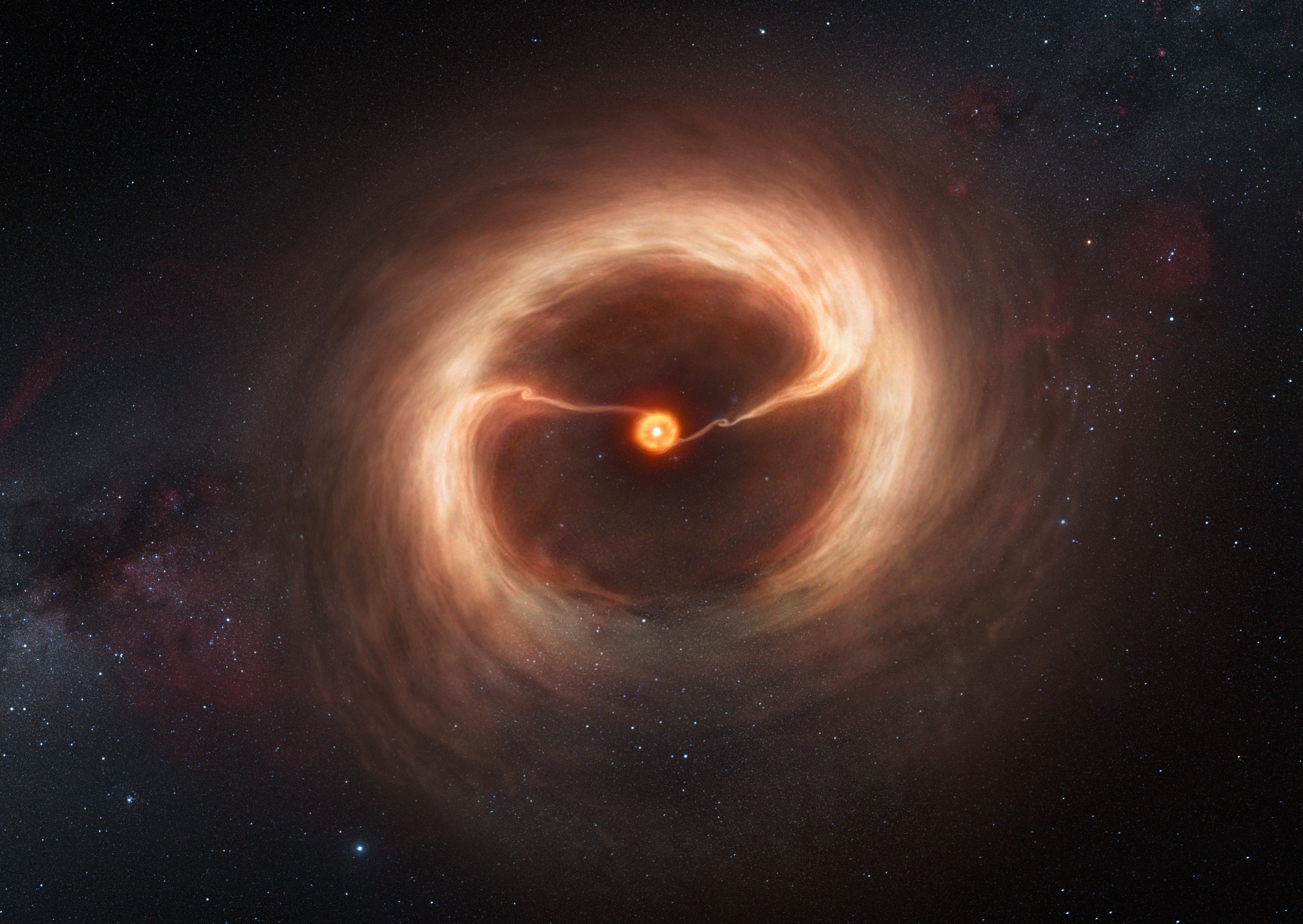
HD 142527周圍的塵埃盤與氣流想像圖。

HD 142527是一顆位於豺狼座的恆星。該恆星因為其原行星盤而聞名，並且其原行星盤的發現幫助天文學家修正行星形成理論模型。

## 原行星盤
HD 142527是一顆年齡只有約100萬年的極年輕恆星，因此該恆星的原行星盤仍存在，質量約為太陽的15%，直徑980天文單位。 
研究顯示，原行星盤內的渦與渦旋的形成是受到兩顆巨大行星的影響。因此HD 142527的重要性在於它讓天文學家得以觀測行星形成中的吸積過程。
2013年1月出版的一篇論文指出，天文學家以位於智利的阿塔卡馬大型毫米波/亞毫米波陣列觀測，在HD 142527系統內發現2個巨大的物質流。包含塵埃與氣體的物質流是因為和兩顆個別質量都在木星數倍的巨大行星產生重力交互作用，造成物質由系統的邊緣往中央流動。因此，物質流就像幫浦將物質從邊緣送往中心，最後為恆星所吸積。目前因為原行星盤內的氣體仍相當濃密，尚未偵測到盤內的行星；但天文學家已提出模型描述行星存在的模式。
另有一組日本天文學家也發表論文指出在盤內發現了水冰的顆粒。